# Trường Đại học Xây dựng Miền Trung
Trường Đại học Xây dựng Miền Trung (tiếng Anh: Mien Trung University of Civil Engineering , tên viết tắt: MUCE) là một trường đại học chuyên ngành về nhóm ngành xây dựng và thiết kế tại Việt Nam, được đánh giá là một trong những trường đại học đứng đầu về đạo tạo nhóm ngành xây dựng và kiến trúc tại miền Trung Việt Nam, nhằm phục vụ cho sự phát triển kinh tế - xã hội khu vực miền Trung, cũng như cả nước.
Trường thuộc nhóm ba trường đại học chuyên ngành xây dựng trực thuộc Bộ Xây dựng cùng với Trường Đại học Xây dựng Miền Tây (riêng Trường Đại học Xây dựng Hà Nội trực thuộc Bộ Giáo dục và Đào tạo). Trường được thành lập trên cơ sở Trường Cao đẳng Xây dựng số 3 có trụ sở tại thành phố Tuy Hòa, tỉnh Phú Yên.

## Lịch sử hình thành
Ngày 14 tháng 2 năm 1976, Bộ trưởng Bộ Xây dựng đã Quyết định số 76/QĐ-BXD-TCCB thành lập Trường Trung học Xây dựng số 6 với nhiệm vụ đào tạo đội ngũ cán bộ bậc trung học kỹ thuật xây dựng và nghiệp vụ cho các tỉnh miền Trung và Tây Nguyên. Lúc này trường chỉ là vài căn nhà tôn cấp bốn, với 27 cán bộ, giáo viên, công nhân viên.
Ngày 23 tháng 5 năm 2001, Bộ trưởng Bộ Giáo dục và Đào tạo ký Quyết định số 3069/QĐ-BGD&ĐT-TCCB về việc thành lập Trường Cao đẳng Xây dựng số 3 trên cơ sở nâng cấp Trường Trung học Xây dựng số 6.
Ngày 24 tháng 7 năm 2009, Ban soạn thảo bắt đầu viết Đề án thành lập Trường Đại học Xây dựng MIền Trung trên cơ sở nâng cấp Trường Cao đẳng Xây dựng số 3. Đề án được viết theo 02 giai đoạn: tiền khả thi và khả thi.
Đến ngày 28 tháng 7 năm 2011, Thủ tướng Chính phủ ký thành lập Trường Đại học Xây dựng Miền Trung theo Quyết định số 1279/QĐ-TTg. Trang thiết bị gồm hệ thống nhà làm việc, nhà lớp học, phòng thí nghiệm, ký túc xá và hệ thống các xưởng với thiết bị máy móc, thiết bị phục vụ giảng dạy.

## Đào tạo
Các ngành nhà trường đào tạo:

### Đào tạo đại học
Gồm các hệ đào tạo gồm: chính quy, văn bằng hai và liên thông. Thời gian đào tạo của trường trung bình là 5 năm.
- Kiến trúc.[2]
- Kỹ thuật công trình xây dựng.[3]
- Kỹ thuật công trình giao thông.[4]
- Kinh tế xây dựng.[5]
- Kỹ thuật môi trường.[6]
- Quản lý xây dựng.[3]
- Công nghệ thông tin.[7]

### Đào tạo thạc sĩ
- Kiến trúc.[2]
- Kỹ thuật công trình xây dựng.[3]
- Kỹ thuật công trình giao thông.[4]
- Kỹ thuật môi trường.[6]
- Quản lý xây dựng.[3]

## Danh hiệu
- Huân chương Độc lập hạng Nhì, Huân chương Độc lập hạng Ba;
- Huân chương Lao động hạng Nhất, Nhì, Ba; nhiều bằng khen và cờ thưởng của Thủ tướng Chính phủ, bộ ngành trung ương và Uỷ ban nhân dân tỉnh.